# Sredishte
Sredishte (búlgaro: Средище) es un pueblo de Bulgaria perteneciente al municipio de Kaynardzha de la provincia de Silistra.
Con 1370 habitantes en 2011, es la segunda localidad más poblada del municipio después de Golesh.
Ubicado en una llanura, alberga una escuela de mecanización agropecuaria. La población es étnicamente diversa: en 2011 vivían aquí un 49,56% de gitanos, un 22,33% de turcos y un 20,29% de búlgaros.
Se ubica sobre la carretera 71, unos 10 km al sur de la capital municipal Kaynardzha.